# Álvaro XI do Congo
Álvaro XI (Falecido em 1778) foi o manicongo (rei) do Reino do Congo entre 1764 e 1779. 

## Biografia
Pertencente a Casa de Quinzala, o príncipe foi nomeado como rei pelo conselho real em oposição á Pedro V que era extremamente impopular entre os nobres. Após a fuga de Pedro para Ambamba-Lovata com medo de ser assassinado, o novo rei foi entronizado e começou a reinar em São Salvador, garantindo também o domínio da região de Incondo e das terras altas do rio Mnidzi.
O rei viria a falecer em 1778 e por medo uma reivindicação ou golpe de estado por parte do exilado rei, o conselho real decide por nomear como novo manicongo um familiar de Álvaro XI, José, acabando assim com o sistema de monarquia eletiva imposto por Pedro IV em 1709 após a reunificação do Congo e o fim da guerra civil.